# Pärlor för svin (musikgrupp)
Se även kasta pärlor åt svin och Pärlor åt svin.
Pärlor för svin är en kvartett som enbart spelar nutida konstmusik. Fokus i deras repertoarval ligger på ett kort intensivt format, runt 5 min. ”Husband” för underjordsklubben SEKT. De har bl.a. erhållit Kristallpriset 2004 och Föreningen Svenska Tonsättares Interpretpris 2005.

## Musiker
- George Kentros - Violin
- Mats Olofsson - Violoncell
- Sara Hammarström - Flöjter
- Mårten Landström - Piano

## Verk i urval
- Lars Ekström: Beat my Ora Dora (1994)
- Per Mårtensson: In Flight (1995), Quartet (2000)
- Tristan Murail: Feuilles a travers les cloches (2000)
- Michel van der Aa: Quadrivial (1996)
- Mika Pelo: Chains and transparency (1996)
- David Lang: Short Fall (2000)
- S. Patric Simmerud: Pearls from Swine (1996)
- Ida Lundén: lilla p (1996)
- Fredrik Fahlman: Autumn Melody (1996)
- Dror Feiler: P.O.P (2002)
- Henrik Strindberg: Lågmälda göranden (2002)
- Fredrik Hedelin: The Glass Bead Game (2003)
- Sten Hanson: 5 Musical Aphorisms (2003)
- Folke Rabe: A chaser (2004)
- Anders Hillborg: Truffle hymn (2000)
- Mikael Edlund: Cosi ballano i cingiali (1999)
- Tony Blomdahl: (2005) Antifocus
- Cristian Marina: Falso Brilliante (2006)
- Simon Steen Andersen: Next to Beside Besides # 6 (2007)
- Mårten Josjö: Tangtram No. 1 (1996)
- Mauro Godoy Villalobos: Tango (2003)

## Diskografi
- the peärls before swïne experience, Caprice CAP21587. 1998
- swïne live!, Caprice CAP21715. 2002
- More Canned Porridge (Sten Hanson), Firework Edition Records FER 1056. 2006